# スタニスワフ・ポニャトフスキ (1754-1833)
スタニスワフ・ポニャトフスキ（Stanisław Poniatowski, 1754年11月23日 - 1833年2月13日）は、ポーランド・リトアニア共和国の貴族、公爵。最後のポーランド王スタニスワフ・アウグスト・ポニャトフスキの甥、フランスの元帥となったユゼフ・ポニャトフスキの従兄にあたり、王冠領近衛隊長、リトアニア財務長官（在任1784年 - 1791年）を務め、またストルィイの代官職を帯びた。

## 生涯
大蔵官などを務めたカジミェシュ・ポニャトフスキ伯爵（後に公爵）とその妻のアポロニア・ウストジツカの長男として生まれた。叔父である国王スタニスワフ2世アウグストは、長兄の息子であるスタニスワフを自らの推定相続人と見なしていた。彼は国王の甥として十分に教育を受けて旅行経験を積み、特に経済と美術に関心が強かった。しかし尊大な性格の持ち主と受け取られ、貴族たちの間では人気が無かった。ポーランド分割の後、スタニスワフはイタリアのローマに亡命し、やがてフィレンツェに落ち着いた。彼は現在に残るポニャトフスキ家の成員全ての先祖である。

## 子女
スタニスワフはイタリア人女性カッサンドラ・ルーチを愛人としたが、彼女はヴィンチェンツォ・ヴェントリーニという人物の妻であったため、結婚することはなかった。カッサンドラとの間には3男2女をもうけたが、うち息子2人は嫡子として認知を受け、オーストリア帝国の侯爵位およびトスカーナ大公国のモンテロトンド伯爵・公爵の称号を相続した。
- イザベッラ・ルーチ（1806年 - 1896年）…プロスペロ・ベンティヴォグリオ伯爵と初婚、ザノビオ・ルーチと再婚し、2度目の結婚でもうけた娘マリア・アンナ・ルーチ（マリアンヌ）はナポレオン1世の庶子アレクサンドル・ヴァレフスキ伯爵と結婚し、後にその従弟ナポレオン3世の愛人となった。
- カルロ・ルーチ（1808年 - 1887年）…1847年に嫡出とされてポニャトフスキ姓を名乗り、1847年にトスカーナ大公国のモンテロトンド伯爵、1850年に同国のモンテロトンド公爵、オーストリア帝国のポニャトフスキ侯爵を受爵した。妻エリーサ・ナポレオーネ・モンテカティーニとの間に子孫はない。
- コンスタンツァ・ルーチ（1811年 - 1851年）…ダニエーレ・ザッピ伯爵と結婚した。
- ジュゼッペ・ミケーレ・ルーチ（1814年 - 1873年）…1847年カルロと共に嫡出とされてポニャトフスキ姓を名乗り、次兄と同様の爵位を受け、作曲家・歌手として活動した。妻マティルダ・ペロッティ伯爵夫人との間にもうけた一人息子スタニスラスは、シャルル・ド・モルニー公爵の庶出の娘ルイーズ・ル・オンと結婚して子女をもうけた。
- ミケーレ・ルーチ（1816年 - 1864年）

## 叙勲
- 白鷲勲章…1773年12月8日